# قياس القيمة الاقتصادية عبر الزمن
إن قياس القيمة الاقتصادية عبر الزمن هو مشكلة ربط الأسعار والتكاليف والقيم ونسب الإنتاج الاجتماعي السابقة بالأسعار الحالية. لعدد من الأسباب، فإن ربط أي مؤشر سابق بمؤشر قيم حالي أمر صعب نظريًا وعمليًا على الاقتصاديين والمؤرخين والاقتصاديين السياسيين، وقد أدى ذلك إلى بعض التشكيك بوجود أي معنى للسلاسل الزمنية للقيمة، لكن الطلب الشعبي على قياسات القيمة الاجتماعية عبر الزمن تسبب في إنتاج عدد من السلاسل.

## الحاجة لقياس القيمة عبر الزمن
غالبًا ما يبحث الأشخاص عن مقارنة بين سعر عنصر في الماضي وسعره اليوم. خلال فترات زمنية قصيرة، كالأشهر مثلًا، قد يقيس التضخم الدور الذي يلعبه شيء ما وتكلفته في الاقتصاد: قد يرتفع سعر الوقود أو ينخفض على مدى شهر. يتغير سعر النقود نفسها بمرور الوقت، كما يتغير توفر السلع والخدمات أثناء انتقالها إلى داخل الإنتاج أو خارجه. يتغير ما يختار الناس استهلاكه بمرور الوقت. أخيرًا، مفاهيم مثل الاقتصاديات النقدية وأفكار مثل العمل بأجر أو استثمار رأس المال قد لا تكون موجودة في فترات ماضية. مقارنة ما دفعه شخص ما مقابل سلعة ما، ومقدار العمل الذي كان عليه أن يبذله مقابل هذا المال، وما يستحقه من مال ومدى ندرة سلعة معينة والدور الذي لعبته في مستوى معيشة شخص ما ونسبتها كجزء من الدخل الاجتماعي وماهية النسبة التي كانت جزءًا من الناتج الاجتماعي المحتمل هي مهمة صعبة. تصبح هذه المهمة أكثر صعوبة بسبب تضارب المفاهيم النظرية للقيمة.

## مشكلات نظرية
إحدى المشكلات الرئيسية هي المنافسة بين الدلالات الأساسية المختلفة لتقسيم الناتج الاجتماعي إلى مفاهيم قابلة للقياس أو الاستخدام النظري. نشأت أفكار مثل القيمة الماركسية وقيمة السياسية الاقتصادية والهامشي النيوكلاسيكي وأفكار أخرى تتعلق بنسبة المنتج الاجتماعي التي لا تقاس بالمال.
مشكلات عملية
للتدابير الرسمية التي تتخذها الحكومات عمق محدود من السلاسل الزمنية التي نشأت بالأساس في القرن العشرين. حتى ضمن هذه السلاسل، تؤثر التغييرات في المعايير مثل حزم الاستهلاك أو قياسات الناتج المحلي الإجمالي بشكل أساسي على قيمة السلاسل.
تحتوي السلاسل التاريخية المحسوبة من مجموعات البيانات الإحصائية، أو المقدّرة من السجلات الأرشيفية على عدد من المشكلات الأخرى، بما في ذلك تغيير حزم الاستهلاك وحزم الاستهلاك التي لا تمثل الإجراءات القياسية والتغيرات في هيكل القيمة الاجتماعية نفسها مثل الانتقال إلى العمل المأجور واقتصادات السوق.

## السلاسل المختلفة واستخداماتها
يجب استخدام سلاسل زمنية مختلفة اعتمادًا على نوع الغرض الاقتصادي الذي يُقارن عبر الزمن:
سلسلة مؤشر أسعار المستهلك وسعر الأجور
تُستخدم لمقارنة سعر سلة من السلع الاستهلاكية القياسية للفرد العادي (غالبًا ما يعرف الفرد العادي على أنه عامل غير زراعي، بناءً على بيانات المسح)، أو لتقييم قدرة الأفراد على الحصول على هذه السلال. على سبيل المثال، تُستخدم سلسلة مؤشر أسعار المستهلك وسعر الأجور للإجابة عن السؤال «هل ارتفع السعر النقدي للسلع التي اشترتها أسرة نموذجية بمرور الوقت؟» أو تستخدم لإجراء تعديلات في المقارنات الدولية لمستويات المعيشة.
الحصة من الناتج المحلي الإجمالي
تستخدم لقياس توزيع الدخل في المجتمع أو لقياس القوة الاجتماعية للأفراد والقوة المكافئة لرأس المال. على سبيل المثال، يمكن استخدامها للإجابة عن السؤال «هل انخفضت حصة الناتج السنوي للعمال أو زادت عبر الزمن؟» أو «هل تظل حصص دخل العمل ورأس المال ثابتة بمرور الوقت أم أنها تظهر اتجاهات؟»
الناتج المحلي الإجمالي للفرد
تُستخدم لمقارنة نسبية الأجور أو الدخل عبر الزمن، كما تستخدم، على سبيل المثال، للإجابة على السؤال، «إذا كان البقال يكسب ربحًا يبلغ 40 دولار في الأسبوع عام 1870، فماذا سيكون هذا الربح اليوم من حيث الوضع الاجتماعي والأثر الاقتصادي؟» 